# Deutsche Cadre-47/1-Meisterschaft 1975/76

Veranstaltungsort: Wedel

Die Deutsche Cadre-47/1-Meisterschaft 1975/76 ist eine Billard-Turnierserie und fand vom 21. Oktober bis zum 2. November 1975 in Wedel zum zehnten Mal statt.

## Geschichte
Zum ersten Mal wurde eine Deutsche Billard-Meisterschaft im Satzsystem ausgetragen. Dadurch sind die Ergebnisse nicht mehr mit den bisherigen Turnieren zu vergleichen. Am besten fand sich der Bochumer Klaus Hose mit dem neuen System zurecht und wurde hochverdient erstmals Deutscher Meister im Cadre 47/1. Im Finale gegen Titelverteidiger Dieter Müller zeigte Hose seine Klasse. Er gewann den ersten Satz mit 100:2 in zwei Aufnahmen. Im zweiten Satz schaffte Müller im Nachstoß noch 53 Punkte zum Unentschieden in der dritten Aufnahme. Den dritten Satz beendete Hose mit einer Schlussserie von 100 Punkten zum 100:0-Sieg in zwei Aufnahmen und spielte mit 42,85 das beste Match des Turniers. Platz drei erreichte der Vorjahreszweite Günter Siebert durch einen 4:2-Satzsieg gegen den Münchener Peter Sporer.

## Modus
Gespielt wurde im Satzsysten bis 100 Punkte in zwei Vorrundengruppen à 4 Spieler. Die besten drei jeder Gruppe qualifizierten sich für die Zwischenrunde. Die beiden Gruppenvierten spielten Platz sieben aus. Nach der Zwischenrunde gab es ein Halbfinale. Die Sieger spielten das Endspiel und die Verlierer um Platz drei.
Die Endplatzierung ergab sich aus folgenden Kriterien:
1. Matchpunkte
2. Satzpunkte
3. Generaldurchschnitt (GD)
4. Bester Einzeldurchschnitt (BED)
5. Höchstserie (HS)

## Teilnehmer nach Ausgangsklassement
1. Dieter Müller (Billard-Akademie Berlin) (Titelverteidiger)
2. Klaus Hose (DBC Bochum 1926)
3. Günter Siebert (Bfr. Altenessen Süd)
4. Peter Sporer (BSV München)
5. Dieter Wirtz (Düsseldorfer Bfr. 54)
6. Werner Naruhn (BC Feldmark 34 Gelsenkirchen)
7. Franz Wolf (Kölner BC 1908)
8. Thomas Wildförster (BSV Velbert)

## Vorrunde
| MP    | Match Points (Sieger = 2; Unentschieden = 1; Verlierer = 0) |
| Pkte. | Erzielte Karambolagen                                       |
| Aufn. | Benötigte Versuche                                          |
| GD    | Generaldurchschnitt                                         |
| BED   | Bester Einzeldurchschnitt eines Spielers                    |
| HS    | Höchstserie                                                 |
|       | Bester GD des Turniers                                      |
|       | Bester ED des Turniers                                      |
|       | Beste HS des Turniers                                       |
|       | 1. Platz (Gold)                                             |
|       | 2. Platz (Silber)                                           |
|       | 3. Platz (Bronze)                                           |

| Gruppe A                  | Gruppe A           | Gruppe A | Gruppe A | Gruppe A | Gruppe A | Gruppe A | Gruppe A | Gruppe A |
| Platz                     | Name               | MP       | SV       | Pkte.    | Aufn.    | GD       | BSD      | HS       |
| ------------------------- | ------------------ | -------- | -------- | -------- | -------- | -------- | -------- | -------- |
| 1                         | Dieter Müller      | 6:0      | 12:0     | 600      | 38       | 15,78    | 25,00    | 75       |
| 2                         | Dieter Wirtz       | 2:4      | 4:8      | 516      | 56       | 9,21     | 10,00    | 47       |
| 3                         | Peter Sporer       | 2:4      | 4:8      | 425      | 49       | 8,67     | 16,66    | 58       |
| 4                         | Thomas Wildförster | 2:4      | 4:8      | 343      | 57       | 6,01     | 14,28    | 83       |
| Gruppendurchschnitt: 9,42 |                    |          |          |          |          |          |          |          |

| Gruppe B                  | Gruppe B       | Gruppe B | Gruppe B | Gruppe B | Gruppe B | Gruppe B | Gruppe B | Gruppe B |
| Platz                     | Name           | MP       | SV       | Pkte.    | Aufn.    | GD       | BSD      | HS       |
| ------------------------- | -------------- | -------- | -------- | -------- | -------- | -------- | -------- | -------- |
| 1                         | Klaus Hose     | 6:0      | 12:2     | 668      | 52       | 12,84    | 50,00    | 69       |
| 2                         | Günter Siebert | 4:2      | 10:6     | 674      | 90       | 7,48     | 16,66    | 70       |
| 3                         | Werner Naruhn  | 2:4      | 6:10     | 650      | 94       | 6,91     | 9,09     | 50       |
| 4                         | Franz Wolf     | 0:6      | 2:12     | 389      | 76       | 5,11     | 6,25     | 31       |
| Gruppendurchschnitt: 7,63 |                |          |          |          |          |          |          |          |

## Ergebnisse der Zwischenrunde & Vorschlussrunde
| Platz | Name          | MP  | SV  | Pkte. | Aufn. | GD   | BSD   | HS |
| ----- | ------------- | --- | --- | ----- | ----- | ---- | ----- | -- |
| A1    | Dieter Müller | 2:0 | 5:1 | 300   | 35    | 8,57 | 14,28 | ?  |
| B3    | Werner Naruhn | 0:2 | 1:5 | 218   | 35    | 6,22 | 9,09  | ?  |

| Platz | Name         | MP  | SV  | Pkte. | Aufn. | GD    | BED   | HS |
| ----- | ------------ | --- | --- | ----- | ----- | ----- | ----- | -- |
| B1    | Klaus Hose   | 2:0 | 4:0 | 200   | 8     | 25,00 | 33,33 | ?  |
| A3    | Peter Sporer | 0:2 | 0:4 | 117   | 8     | 14,62 | –     | ?  |

| Platz | Name           | MP  | SV  | Pkte. | Aufn. | GD    | BED   | HS |
| ----- | -------------- | --- | --- | ----- | ----- | ----- | ----- | -- |
| A2    | Dieter Wirtz   | 0:2 | 1:5 | 248   | 29    | 8,55  | 8,33  | ?  |
| B2    | Günter Siebert | 2:0 | 5:1 | 300   | 29    | 10,34 | 12,50 | ?  |

| Platz | Name               | MP  | SV  | Pkte. | Aufn. | GD    | BED   | HS |
| ----- | ------------------ | --- | --- | ----- | ----- | ----- | ----- | -- |
| A4    | Thomas Wildförster | 2:0 | 4:0 | 200   | 14    | 14,28 | 14,28 | ?  |
| B4    | Franz Wolf         | 0:2 | 0:4 | 61    | 14    | 4,35  | –     | ?  |

## Halbfinale, Spiel um Platz 3 und Finale
| Name          | MP  | SV  | Pkte. | Aufn. | GD    | BSD   | HS |
| ------------- | --- | --- | ----- | ----- | ----- | ----- | -- |
| Dieter Müller | 2:0 | 4:0 | 200   | 12    | 16,66 | 20,00 | ?  |
| Peter Sporer  | 0:2 | 0:4 | 40    | 12    | 3,33  | –     | ?  |

| Name           | MP  | SV  | Pkte. | Aufn. | GD    | BSD   | HS |
| -------------- | --- | --- | ----- | ----- | ----- | ----- | -- |
| Klaus Hose     | 2:0 | 4:0 | 200   | 6     | 33,33 | 50,00 | ?  |
| Günter Siebert | 0:2 | 0:4 | 90    | 6     | 15,00 | –     | ?  |

| Name           | MP  | SV  | Pkte. | Aufn. | GD   | BSD   | HS |
| -------------- | --- | --- | ----- | ----- | ---- | ----- | -- |
| Peter Sporer   | 0:2 | 2:4 | 260   | 30    | 8,66 | 7,69  | ?  |
| Günter Siebert | 2:0 | 4:2 | 294   | 30    | 9,80 | 12,50 | ?  |

| Name          | MP  | SV  | Pkte. | Aufn. | GD    | BSD   | HS  |
| ------------- | --- | --- | ----- | ----- | ----- | ----- | --- |
| Dieter Müller | 0:2 | 1:5 | 121   | 9     | 13,44 | 33,33 | 53  |
| Klaus Hose    | 2:0 | 5:1 | 300   | 9     | 33,33 | 50,00 | 100 |

## Abschlusstabelle
| MP    | Match Points (Sieger = 2; Unentschieden = 1; Verlierer = 0) |
| Pkte. | Erzielte Karambolagen                                       |
| Aufn. | Benötigte Versuche                                          |
| GD    | Generaldurchschnitt                                         |
| BED   | Bester Einzeldurchschnitt eines Spielers                    |
| HS    | Höchstserie                                                 |
|       | Bester GD des Turniers                                      |
|       | Bester ED des Turniers                                      |
|       | Beste HS des Turniers                                       |
|       | 1. Platz (Gold)                                             |
|       | 2. Platz (Silber)                                           |
|       | 3. Platz (Bronze)                                           |

| Klassement                | Klassement         | Klassement | Klassement | Klassement | Klassement | Klassement | Klassement | Klassement | Klassement |
| Platz                     | Name               | MP         | SV         | Pkte.      | Aufn.      | GD         | BED        | BSD        | HS         |
| ------------------------- | ------------------ | ---------- | ---------- | ---------- | ---------- | ---------- | ---------- | ---------- | ---------- |
| 1                         | Klaus Hose         | 12:0       | 25:3       | 1368       | 73         | 18,73      | 42,85      | 50,00      | 100        |
| 2                         | Dieter Müller      | 10:2       | 22:6       | 1202       | 91         | 13,20      | 20,00      | 33,33      | 75         |
| 3                         | Günter Siebert     | 8:4        | 19:13      | 1358       | 155        | 8,76       | 10,34      | 16,66      | 70         |
| 4                         | Peter Sporer       | 2:10       | 6:20       | 802        | 99         | 8,10       | 12,50      | 16,66      | 59         |
| 5                         | Werner Naruhn      | 2:6        | 7:15       | 868        | 128        | 6,78       | 6,54       | 9,09       | 50         |
| 6                         | Dieter Wirtz       | 2:6        | 5:13       | 764        | 85         | 8,98       | 9,52       | 10,00      | 47         |
| 7                         | Thomas Wildförster | 4:4        | 8:8        | 543        | 71         | 7,64       | 14,28      | 14,28      | 83         |
| 8                         | Franz Wolf         | 0:8        | 2:16       | 450        | 90         | 5,00       | –          | 6,25       | 31         |
| Turnierdurchschnitt: 9,28 |                    |            |            |            |            |            |            |            |            |